# Djebel Chélia
Djebel Chélia ou monte Chélia (em árabe: جبل شيليا) é uma montanha na Argélia. É o ponto mais alto da cordilheira Aurès que se estende pela fronteira Argélia-Tunísia, e é o segundo pico mais alto da Argélia depois do monte Tahat. O Djebel Chélia fica a oeste de Khenchela, na região de Bouhmama.